# Amédée de Beauffort

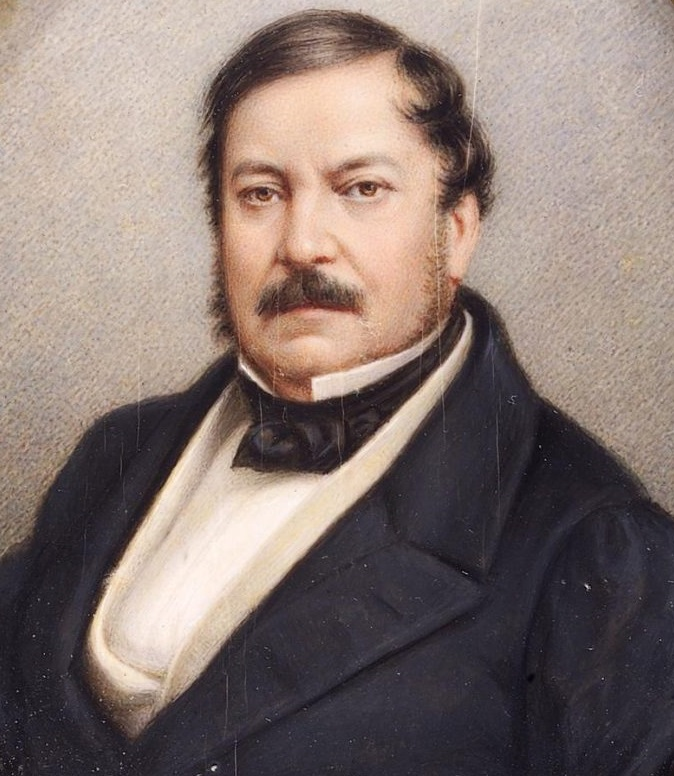
Amédée de Beauffort

Graaf Louis Léopold Marie Amédée de Beauffort (Doornik, 4 april 1806 – Brussel, 28 juli 1858) was een Belgisch burgemeester en museumbestuurder.

## Biografie

### Familie

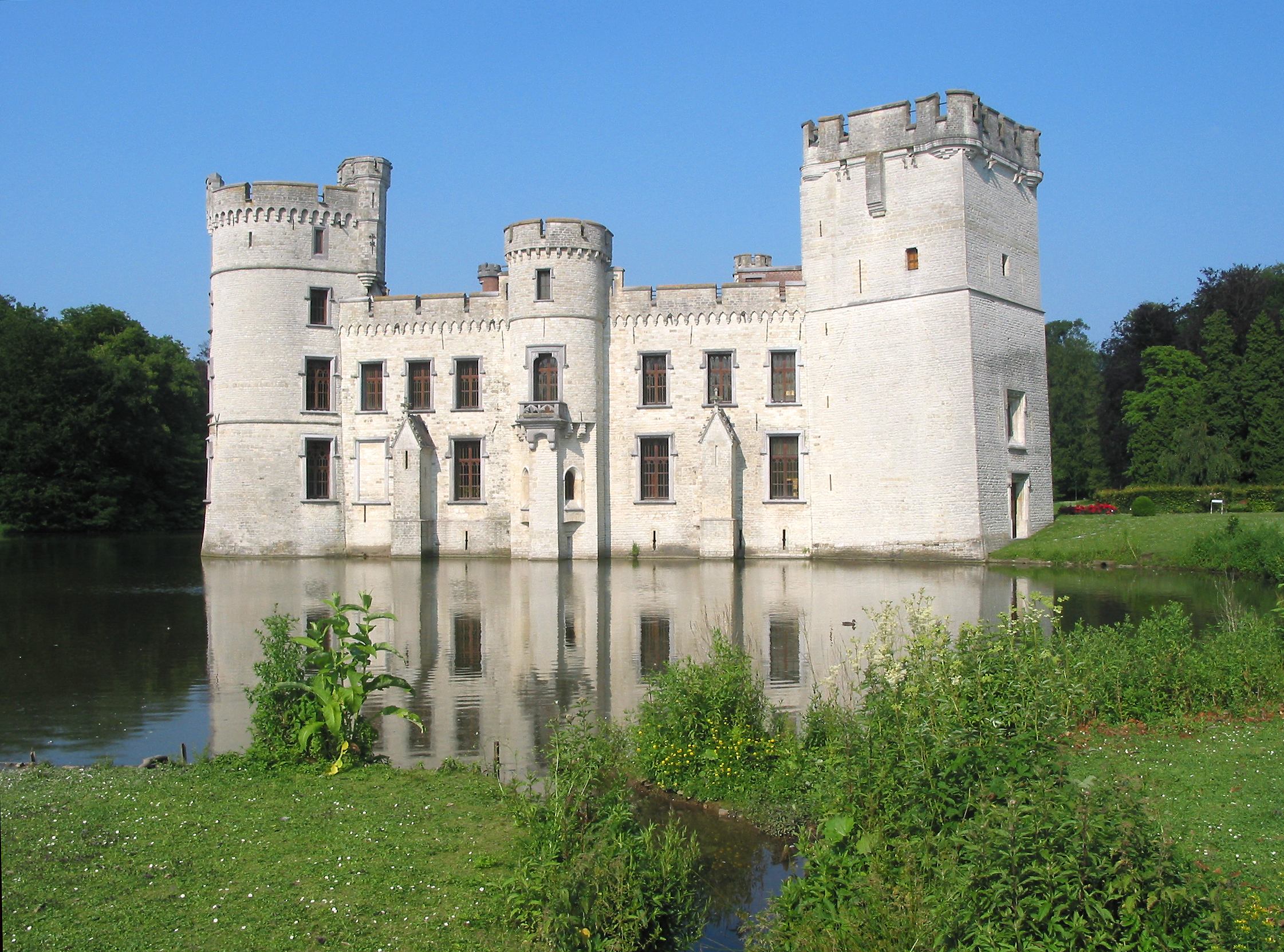
Het kasteel van Bouchout in Meise

Graaf Amédée de Beauffort was een telg uit de familie De Beauffort. Hij was een zoon van markies Ernest de Beauffort (1782-1858) en 
Hij trouwde in 1830 in de Brusselse Sint-Michiel- en Sint-Goedelekapittelkerk met gravin Élisabeth de Roose de Baisy, een telg van de familie die in het bezit was van het kasteel van Bouchout te Meise en dat ze als bruidsschat in het huwelijk inbracht. Het paar bewoonde het kasteel in de zomer en in de eerste jaren werd het volledig gerestaureerd onder de leiding van architect Tilman-François Suys, die zich inspireerde op de Engelse romantische neogotiek. Jean-Baptiste Capronnier leverde de glasramen. De Beauffort maakte er gaandeweg een privémuseum van.
Ze waren de ouders van drie zoons en twee dochters, onder wie markies Albert de Beauffort, burgemeester van Onoz, gouverneur van Namen en senator.
Hij was een schoonbroer van graaf Ludovic de Robiano, burgemeester van Waudrez, provincieraadslid van Henegouwen en senator, en Philippe Gillès, burgemeester van 's-Gravenwezel en senator.

### Loopbaan
Beauffort studeerde rechten en letteren in Parijs. Hij had er contacten met onder meer Charles de Montalembert. Begin 1830 keerde hij naar België terug. Hij nam deel aan de Belgische Revolutie en was kapitein van de Brusselse burgerwacht van 1830 tot 1834. Van 1831 tot 1848 was hij burgemeester van de Brabantse gemeente Wemmel.
Hij begon vanaf 1835 aan een loopbaan als ambtenaar op het ministerie van Binnenlandse Zaken, directie Schone kunsten. Hij werd inspecteur, directeur en vanaf 1846 inspecteur-generaal voor schone kunsten, letteren en wetenschappen. Deze functies oefende hij onbezoldigd uit.
Hij was pas dertig toen hij in 1836 voorzitter werd van de Koninklijke Commissie voor Monumenten, een functie die hij twintig jaar vervulde, tot aan zijn dood. 
Hij vervulde nog allerhande functies:
- in 1837 werd hij lid van de administratieve commissie van de Koninklijke Bibliotheek van België,
- in 1845 werd hij lid van de Heraldische Raad,
- in 1845 werd hij voorzitter van de commissie belast met de selectie van werken van levende Belgische kunstenaars,
- in 1846 werd hij lid van de administratieve commissie van het Koninklijk Museum van Schilderkunst en Beeldhouwkunst.

Hij was nauw betrokken bij de redding, de restauratie en het hergebruik van de Hallepoort in Brussel. Hij werd bestempeld als de echte schepper van het museum dat erin werd gevestigd. Toen bij Koninklijk Besluit van 8 augustus 1835 het Musée d'armes anciennes, d'armures, d'objets d'art et d'antiquités werd opgericht, was hij daar ambtelijk bij betrokken. Hij schonk persoonlijk heel wat voorwerpen, die de bescheiden collectie kwamen verrijken.
Samen met zijn vader behoorde hij tot de stichters in 1838 van de Société des beaux-arts in Brussel.
De Beauffort was ook voorzitter van de kerkfabriek van de Sint-Goedelekathedraal. Hij zorgde voor herstellingen en ook voor het restaureren van glasramen en het leveren van nieuwe, door Capronnier. Door zijn initiatieven in heel wat kerken, droeg hij aanzienlijk bij tot de heropleving van de glasschilderkunst.